# Ruská Voľa nad Popradom
Ruská Voľa nad Popradom (rusiń. Руська Воля над Попрадом, Ruśka Wola nad Popradom) – wieś (obec) na Słowacji w kraju preszowskim, powiecie Lubowla. Pierwsza wzmianka pisemna o miejscowości pochodzi z roku 1635.